# Vérification des faits

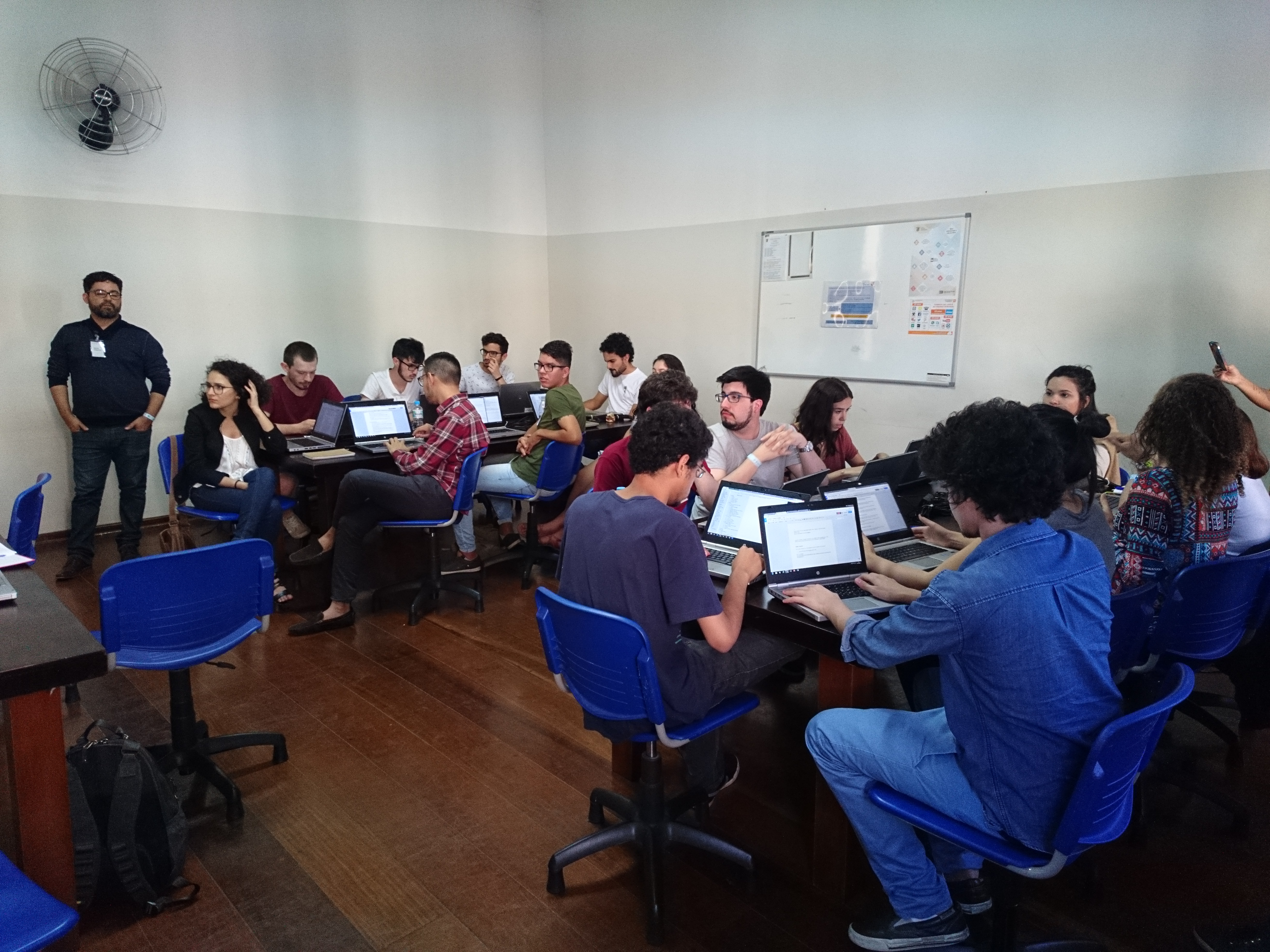
Un atelier de rédaction dans une école de journalisme à São Paulo, Brésil, en 2016.

La vérification des faits, ou le fact-checking est une technique consistant d'une part à vérifier la véracité des faits et l'exactitude des chiffres présentés dans les médias par des personnes publiques, notamment des personnalités politiques et des experts, et, d'autre part, à évaluer le niveau d'objectivité des médias eux-mêmes dans leur traitement de l'information. Cette notion est apparue aux États-Unis dans les années 1990 sous l'appellation de fact-checking (terme utilisé également dans les pays francophones).
Mise en pratique par des journalistes dans le cadre de leur profession, la méthode s'est démocratisée grâce à des plateformes aidant les particuliers à vérifier les faits. Elle s'est même automatisée avec l'apparition en 2013 de robots conçus pour la pratiquer sans intervention humaine,,. Depuis 2016, les réseaux sociaux, Facebook, Twitter, etc., recourent à la vérification des faits puisque la majorité des informations mensongères (dénommées aussi infox ou fake news), des trollages et des canulars sont diffusés par leurs biais,.
Cependant, au fil des années 2010, l'efficacité de la vérification de faits est remise en cause au point qu'en 2016 un grand nombre de commentateurs estiment qu'elle ne permet pas de contrecarrer les effets des contre-vérités énoncées, même les plus évidentes, et que l'on est entré dans « l'ère post-vérité ».

## Objectifs
Considérée comme l'une des deux règles principales de la déontologie du journalisme (l'autre étant la protection des sources d'information), la vérification des faits, qui s'applique sur les contenus journalistiques avant publication, est consubstantielle au métier de journaliste, donc ancienne.

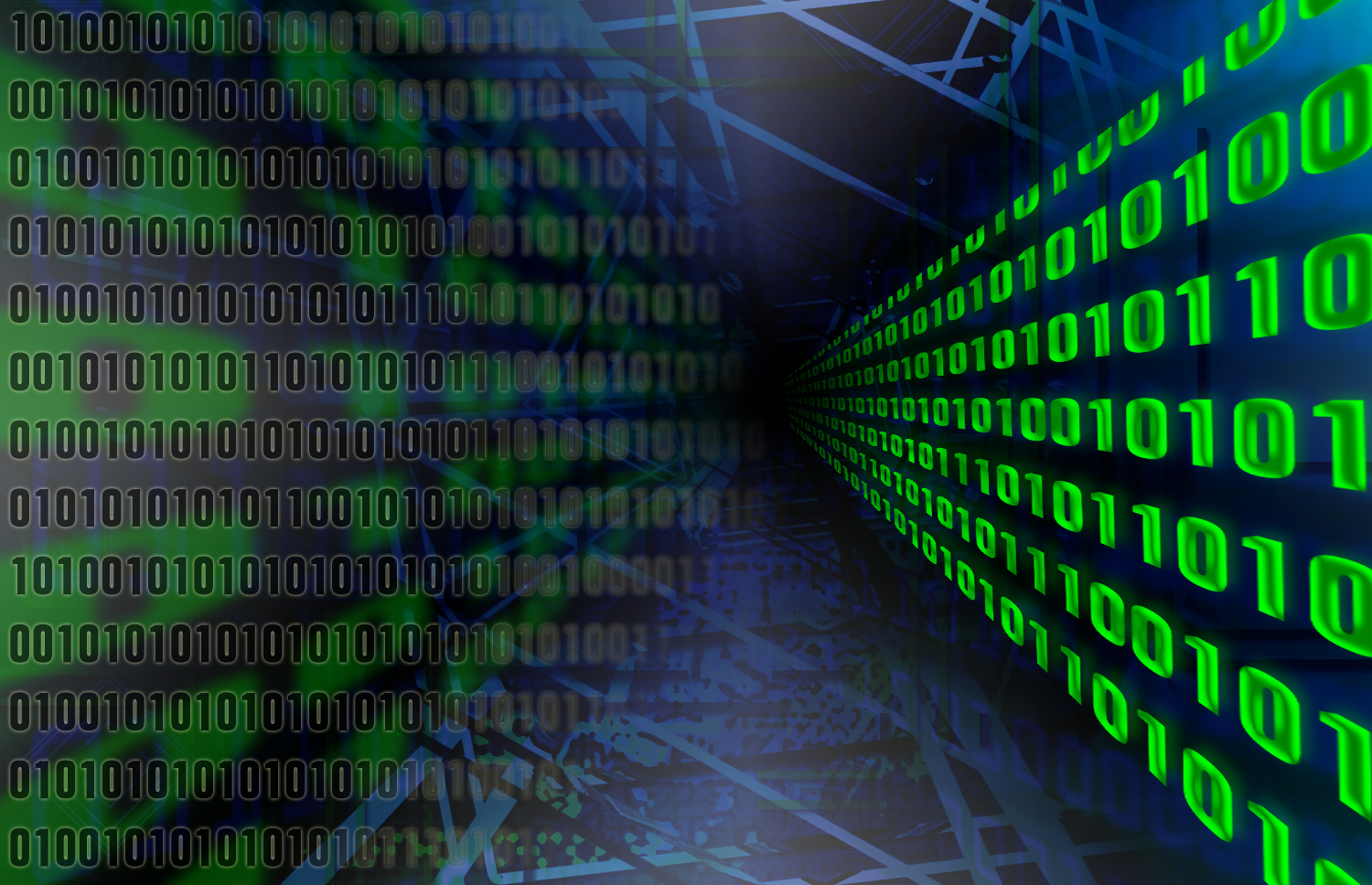
Avec l'essor d'Internet, des quantités inégalées d'informations circulent à travers le monde. Inévitablement, se pose la nécessité de vérifier dans quelle mesure elles sont conformes aux faits auxquels elles se réfèrent, et qu'elles ne sont pas diffusées à des fins de propagande.

Mais, au début du XXIe siècle, en raison d'une part du développement croissant des chaînes d'information en continu, d'autre part de la prolifération des informations diffusées sur internet (blogs et réseaux sociaux) par des non-professionnels (donc non soumis à la déontologie), l'application de cette règle est de plus en plus ressentie comme devant s'appliquer potentiellement à l'ensemble des propos tenus dans la sphère médiatique,.
Deux champs sont visés, distincts mais complémentaires :
- évaluer la pertinence et l'authenticité de propos tenus par les hommes politiques en les confrontant avec des faits ou des discours anciens, dont on retrouve la trace via différentes sources d'information jugées fiables (agences officielles, instituts de statistiques, experts, etc.)[13] ; « pointer du doigt les oublis, lectures à sens unique ou parfois même les inventions qui se glissent dans les discours »[14] ;
- analyser le degré d'impartialité et d'objectivité des médias dans leur traitement de l'information, notamment lorsqu'ils abordent les questions politiques, ceci afin de vérifier si les faits ne sont pas instrumentalisés, présentés de façon insidieusement tendancieuse afin de servir des intérêts partisans ou de dissimuler des conflits d'intérêts.

Dans les deux cas, sont répertoriés :
- les imprécisions, inexactitudes et omissions (involontaires) ;
- les déformations de l'information (volontaires ou non) ;
- les informations vraies, mais présentées hors de leur contexte (volontaires ou non) ;
- les reprises d'informations fausses (volontaires ou non; on parle alors de désinformation) ;
- le mensonge (volontaire).

La vérification des faits nécessite des connaissances générales et la capacité d'effectuer des recherches rapides et précises; notamment, depuis l'affaire Fillon en 2017, dans le domaine légal.
Mais alors qu'à l'origine, ses praticiens étaient uniquement des journalistes intervenant dans le cadre de leurs investigations, « aujourd'hui, n'importe qui peut retrouver des infos ou des vidéos en ligne, pointer des mensonges, des contradictions, des raccourcis ».

## Historique
Dans les années 1920, la presse américaine engage ses premiers fact-checkers, chargés de vérifier l'exactitude des faits, des chiffres, des dates, des noms avant publication des articles. Cette tâche ressemble à celle effectuée par les secrétaires de rédaction en France, mais de manière systématique et exhaustive. Dans la vérification à l'américaine, le vérificateur de faits recontacte les sources pour vérifier les citations, et s'autorise même à contacter des sources supplémentaires. Selon le journaliste canadien Craig Silverman (en), « les fact-checkers sont là pour crédibiliser l’auteur et le magazine et pour les protéger de situations embarrassantes ou d’action en justice. Pour ce faire, ils ne doivent rien prendre pour argent comptant […]. Beaucoup commencent une vérification en supposant que tout, dans l’article, est faux ». Ce type de vérification a rapidement disparu, quand la rationalisation économique a touché les médias et réduit ses effectifs.
Dans les années 1940, la vérification connait une nouvelle popularité aux États-unis grâce aux "Cliniques des rumeurs", des rubriques consacrées à la réfutation systématique des informations tendancieuses et parfois issues de la propagande ennemie. La première rubrique de ce genre est lancée en mars 1942 par le Boston Herald, et a traité et démenti près de 400 rumeurs jusqu'à sa disparition en décembre 1943.
À la fin des années 1980, la vérification profite d'un nouvel intérêt pour la critique des médias, en particulier avec la publication du livre d'Edward Herman et Noam Chomsky La Fabrication du consentement (1988). Les auteurs entendent démontrer comment les principaux médias interprètent les faits non pas de façon neutre et objective, mais de manière tendancieuse, portés par une idéologie libérale très présente dans le monde politique (l'élection du président américain Ronald Reagan et de la Première ministre britannique Margaret Thatcher a marqué les esprits) et conditionné par la collusion entre les grands magnats de la presse et le personnel politique.
L'activité professionnelle de vérification se met en place peu à peu, liée à la fois par la critique des médias et à la fois par le développement des technologies de l'information et de la communication, de la téléphonie portable, des réseaux sociaux (Twitter, Facebook, etc.), d'Internet et de ses puissants moteurs de recherche. Trois facteurs ont contribué à son développement, dans la presse d'abord, puis chez les particuliers : l'apparition des sites d’information en ligne, la consultation de plus en plus facile des bases de données et l'éclosion du travail collaboratif.

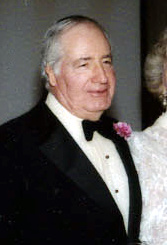
Walter Annenberg.

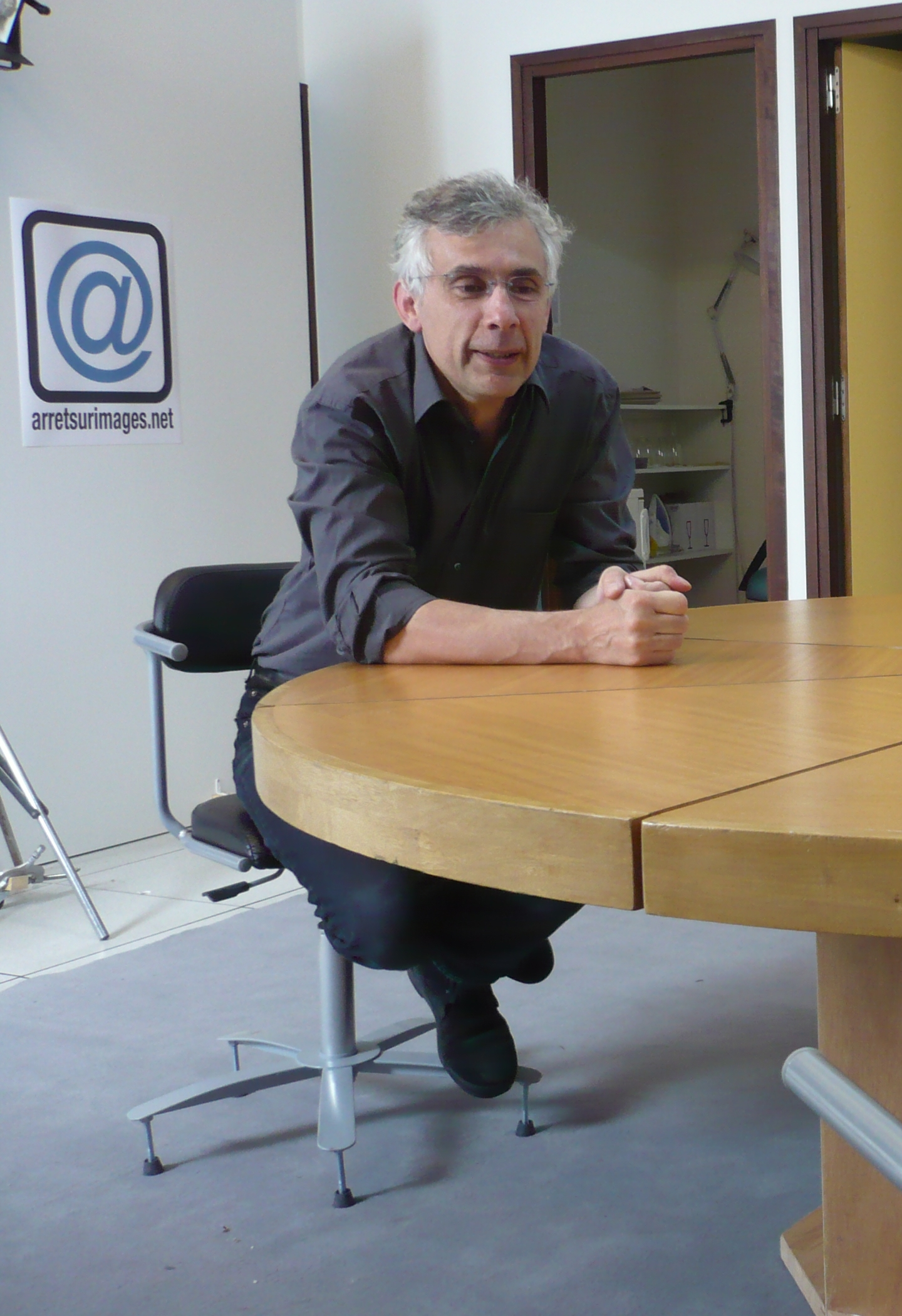
Daniel Schneidermann.

Ses origines en tant que discipline journalistique sont diverses. Aux États-Unis, elles puisent en 1994, dans l'expérience The Annenberg Political Fact Check (ou Annenberg Public Policy Center (en)) lancée au sein de l'université de Pennsylvanie par le milliardaire et philanthrope Walter Annenberg, visant à accorder des bourses d'études dans le domaine des sciences politiques. En France, le journaliste Daniel Schneidermann crée, en 1995, l'émission Arrêts sur image sur La Cinquième et, l'année suivante, naît l'association Acrimed, qui se présente comme « l'observatoire des médias ».
La vérification des faits se développe avec la création des sites web Factcheck, en 2003, et Politifact, en 2007, qui se présentent comme « non partisans et à buts non lucratifs, au service des électeurs et des consommateurs qui souhaitent mettre fin à la confusion qui règne dans la politique américaine ». Ces sites s'attachent à analyser la faisabilité des promesses faites par les personnalités politiques en vérifiant en particulier si les données chiffrées qu'ils avancent sont justes et si ce qu'ils disent est en conformité avec ce qu'ils ont avancé par le passé.
La technique se concrétise auprès du grand public par l'attribution de notes ou de mentions. Avec le Truth-O-Meter, par exemple, Politifact attribue les mentions « vrai », « à moitié vrai » ou « faux ». Et avec l’Obameter, créé l'année suivante, le site s'assigne la mission d'analyser que les engagements de campagne du président nouvellement élu, Barack Obama, sont réalisables. Le site est récompensé en 2009 par le prix Pulitzer, la plus haute récompense journalistique aux États-Unis.
Ari Melber, correspondant du magazine The Nation, déclare en 2012 : « Nous sommes tous des "vérificateurs" (fact-checkers) à présent ». On assiste même à la mise au point et aux essais de robots vérificateurs de faits.
En France, le développement de la vérification des faits est lent jusque dans les années 2010. Ce n'est qu'à partir de 2011 qu'il entre pleinement dans la pratique journalistique, à l'occasion de la campagne de l'élection présidentielle,.

## Pratique contestée
Au début des années 2010, le principe de vérification des faits est mis en question. À première vue, en effet, le procédé naît d'une préoccupation d'ordre éthique. Mais plusieurs commentateurs, y compris des journalistes, reconnaissent que sa pratique tire son origine d'un facteur totalement différent : « les raisons (de son développement) sont diverses, explique en 2010 Thomas Legrand, mais n'ont rien à voir avec une supposée plus ou moins grande audace des journalistes ou plus ou moins grande liberté de la presse. C'est une question d'abord bêtement technique : nous sommes passés de la bande magnétique et vidéo au numérique et nous pouvons garder, chacun d'entre nous, journaliste ou non, et classer tout ce qui se dit. Internet fait le reste : tout est à la disposition de tout le monde en un clic. » L'éditorialiste de France Inter qualifie la vérification des faits de « tyrannie de la cohérence » mais, précise-t-il aussitôt, une « tyrannie salutaire ».
En 2012, aux États-Unis, bien que les sondages indiquent que les informations des deux grandes chaînes câblées Fox News et MSNBC sont jugées peu fiables, les citoyens se tournent davantage vers ces chaînes « partisanes » que vers CNN, chaîne réputée plus mesurée. Le traitement de la vérification des faits par ces chaînes n’est pas similaire et est lui-même orienté.
En 2014, Benjamin Lagues, d'Acrimed, écrit :

« Cette pratique peut être saine et féconde pour le journalisme tel que nous le défendons (… mais …) si l’exercice n’est pas nouveau, sa constitution en genre et en rubrique particulière est plus récente, au point que, victime de son succès, elle a parfois été dévoyée pour devenir dans certains cas une pratique inutile, voire contre-productive. (…) A vouloir systématiquement fact-checker les élus et politiques, le risque est grand d’exercer un effet loupe sur leur lecture de l’événement. (…) Présenter les faits, oui, mais lesquels ? Car les pratiquants et promoteurs du fact-checking tendent parfois à sacraliser « les faits » en leur donnant le pouvoir de trancher n’importe quelle polémique, n’importe quel débat. (…) Rapidement devenu victime de son succès, le fact-checking est en réalité devenu un genre quasi autonome dans certains médias : équipe dédiée, chronique quotidienne, rubrique hebdomadaire, etc. In fine, puisqu’une case est à remplir, il fallait vérifier à tout-va. Et dans l’urgence, souvent, seules les données les plus rapidement vérifiables sont analysées. Résultat : une vérification industrielle de « faits », mais une production parfois famélique d’informations. »

Pour certains, « comme toute information, le fact-checking est orienté » et « devient un combat d'idées ». Pour cette raison, « le fact-checking doit accepter d'être "fact-checké" ». Pour retrouver en partie la confiance du public, « les médias de masse devraient renoncer à propager ce mythe de l'objectivité qui est allé de pair avec leur développement et reconnaître que toute information est orientée ». Or Cédric Mathiot, journaliste à Libération, constate que le fact-checking « épargne les journalistes ».
Chloé Luce, consultante, estime que tout le monde aujourd'hui pratique le fact-checking, y compris les politiciens qui, selon Luce, en font « une arme de communication ».
En 2025, peu après l'élection de Donald Trump, le président de Meta, Mark Zuckerberg, fait un discours très négatif sur la vérification, estimant que « les vérificateurs de faits ont tout simplement fait preuve de trop de partialité politique et ont détruit plus de confiance qu'ils n'en ont créée ». Il annonce que le réseau Facebook va se « débarrasser des fact-checkers » pour « les remplacer par des notes de la communauté ».

### Actions contre les journalistes vérificateurs
Les journalistes et rédactions responsables de la vérification des faits sont régulièrement pris à partie voire harcelé sur les réseaux sociaux et par les partisans et militants, en particulier à l'extrême droite. Certains sites de désinformation et influenceurs complotistes organisent des campagnes de cyberharcèlement à leur encontre,,,,.
En novembre 2022, un site français, Fact & Furious, ferme à la suite d'accusations d'articles sur commande et de trafic de tests au COVID-19,.

### Quête de reconnaissance par la profession
Cette nouvelle catégorie de journalistes est, généralement, orientée vers la politique. Or, ce domaine est, en principe, réservé aux plus anciens de la profession. Cela vient donc s’opposer à une certaine logique de la profession qui voudrait que les journalistes du domaine politique soient initiés, de par leur expérience au sein d’autres domaines, avant de pouvoir atteindre celui-ci. C’est pourquoi les vérificateurs peinent à trouver une place au sein de leurs pairs et reçoivent de nombreuses critiques des représentants de la classe politique et de leur confrères.

## Efficacité contestée

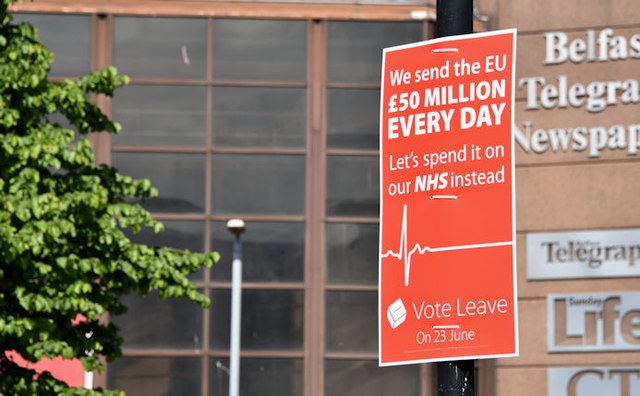
Une affiche de l'organisation Vote Leave affirmant que le Royaume-Uni déboursait 350 millions de livres par semaine pour être membre de l'Union européenne. La vérification des faits n'est pas parvenue à rendre vaine cette stratégie militante.

Selon Élise Koutnouyan, des Inrocks, l'efficacité de la vérification des faits est remise en cause dès 2016 par deux événements politiques, le Brexit, et l'élection de Donald Trump à la Présidence des États-unis. Cette « méfiance croissante [du public] vis-à-vis des faits présentés par l’establishment » serait caractéristique d'une ère nouvelle dans l'histoire de l'humanité : l'ère post-vérité.
Samuel Laurent, animateur de la rubrique « Les Décodeurs » au quotidien Le Monde, admet que « la vérification n’a jamais été un remède miracle à la démagogie. Que des politiques mentent est tout sauf nouveau. Ce qui l’est, c’est plutôt le fait que des médias le remarquent et le pointent. Mais là encore, attention à la bulle filtrante : qui vérifie ? En réalité, quelques grands médias, et quelques acteurs universitaires ou citoyens. Et surtout, qui tient compte de cette vérification ? Malheureusement, pas grand monde ». Daniel Schneidermann admet lui aussi que le fact-checking est « impuissant » mais considère qu'il reste cependant « nécessaire ».
Puisqu’il est prouvé que cette pratique a peu d’impact sur l’opinion des internautes très politisés et donc déjà convaincus, Romain Badouard, chercheur en SIC, fait l'hypothèse que la cible des médias pratiquant la vérification viserait plutôt les usagers passifs des réseaux sociaux qui n’ont pas encore d’opinion construite et qui pourraient être influencés par les infox.
Selon Maëva Poulet, de BFMTV, le fait que les politiciens et toutes sortes d'associations pratiquent à leur tour la vérification des faits conduit à générer plus de confusion que de clarté : « Désintox contre désintox, le risque pour cette pratique qui voulait permettre d'y voir plus clair et de mieux « décoder » l'information est désormais... de s'y perdre ».
En mai 2020, dans le contexte de la pandémie de Covid-19, le service d'information du Gouvernement français recense plusieurs articles de la presse nationale issus de services de vérification des faits. Cette démarche est jugée peu heureuse, « parce que mélanger sur un site de communication du gouvernement des éléments d’information venant des médias peut créer une sérieuse confusion ».
En 2021, une étude montre que « le timing est important lorsqu'il s'agit de vérifier les faits » et qu'étiqueter « vrai » ou « faux » un titre est 25 % plus efficace (meilleur ancrage mémoriel) quand cela est fait après que le lecteur ait lu ou entendu ce titre plutôt que pendant ou avant.

## Manifestations
La vérification des faits s'exprime essentiellement sur des sites web (dont certains sont les extensions de journaux quotidiens et hebdomadaires), des chroniques radiophoniques et des émissions de télévision. Chaque canal traite des événements de l'actualité locale et internationale.

### États-Unis

Créé en 2007, PolitiFact est l'un des deux principaux sites de vérification des faits aux États-Unis. Il remporte le Prix Pulitzer en 2009.

C'est dans ce pays qu'il s'est le plus développé et que l'opinion publique y est le plus sensible.
Deux sites web apparaissent dès les années 1990 :
- Snopes, créé en 1995 ;
- TruthOrFiction.com (en), créé en 1999.

La pratique de la vérification sur Internet s'institutionnalise durant la décennie suivante. Les acteurs les plus influents sont alors :
- Factcheck, créé en 2003, animé par Glenn Kessler (en), un journaliste qui couvre la politique économique, la politique étrangère, l'aéronautique et Wall Street, par ailleurs rédacteur de la rubrique Fact Checker dans le Washington Post à partir de 2007 ;
- Politifact, créé en 2007 et aussitôt popularisé avec le Truth-O-Meter (« véritomètre ») puis, l'année suivante, l'Obameter, mis en place pour étudier dans quelle mesure les promesses du candidat démocrate Barack Obama sont réalisables.

Signalons également :
- la NewsTrust's Truth Squad, la « brigade de la vérité » du site NewsTrust (en) (créé en 2005), à partir de 2010.

La campagne présidentielle américaine de 2012 a fortement popularisé la vérification des faits. Les sites de vérification fœuvrent non plus seulement pour vérifier l'authenticité des informations relatives à des faits passés mais pour intervenir en amont des faits, ceci en analysant la faisabilité des promesses électorales. Ils se trouvent ainsi investis du rôle d'arbitres entre les deux candidats, Barack Obama et Mitt Romney :
- Factcheck, a analysé leurs propos de façon régulière et approfondie[50]. La campagne prend de la hauteur, sur le thème de l'emploi, lors du discours de l'ex-président Bill Clinton venu soutenir Barack Obama. Ovationné par la convention démocrate, Clinton crée la surprise et s'offre aux vérificateurs de faits quand il affirme que si « la Maison-Blanche a été occupée durant vingt-huit ans par un républicain, et vingt-quatre ans par un démocrate » depuis 1961, avec 24 millions d'emplois créés sous les républicains et 42 millions sous les démocrates, le bilan de très long terme est favorable à ces derniers concernant l'emploi[51]. Les grands médias américains, comme CNN[52], CBS et l'Associated Press[53] et Bloomberg LP[54] constatent que l'ex-président dit vrai.
- Politifact a souligné que le projet de Mitt Romney de créer douze millions d'emplois en quatre ans n'était pas irréaliste[55].

### France

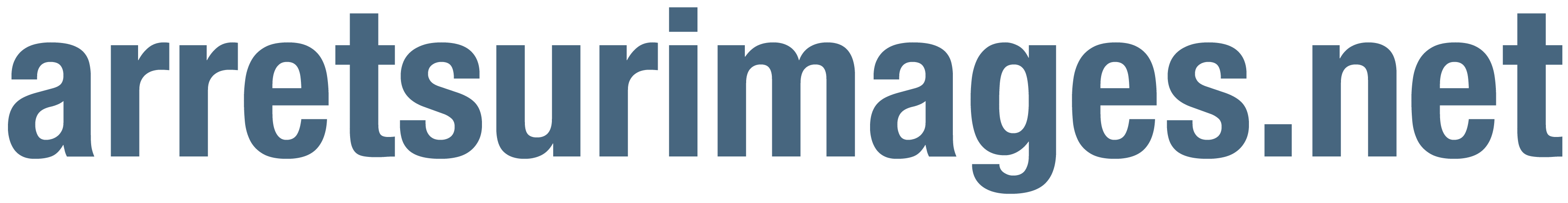
En 1995, l'émission Arrêt sur Images intronise le fact-checking dans le paysage audiovisuel français.

L'entrée officielle du fact-checking en France date de 1995, quand est créée l'association Acrimed (pour « Action-CRItique-MEDias »), qui se présente comme « l'observatoire des médias ». L'année suivante est créée l'émission de télévision Arrêts sur image sur la chaîne publique France 5. Dans les deux cas, les médias sont passés au crible dans leur façon de traiter l'information, en premier lieu l'actualité politique.
Il faut attendre la fin des années 2000 pour que la pratique de la "vérification des faits" se développe en France, au travers de blogs ou d'initiatives marginales dans les rédactions, et les années 2010 pour qu'elle soit reconnue comme une pratique à part entière dans les rédactions.
En 2007, Julien Pain créé les observateurs de France 24, "un programme de journalisme participatif" qui se spécialise dans la vérification d'images amateur. En 2008, Cédric Mathiot crée un blog dédié à la vérification des faits rattaché au journal Libération, blog qui deviendra ultérieurement une rubrique à part entière du quotidien.
En 2011, Le Monde publie un article intitulé « Le "fact checking", nouveauté journalistique », qui annonce que « plusieurs médias en ligne ont décidé de leur consacrer une rubrique à part entière ». L'année suivante, à l'approche de l'élection présidentielle française, période faste en matière de création de sites et de blogs, un journaliste de la radio BFM Business écrit sur son blog un article intitulé « Le factchecking est en train de nous détruire ».

#### Rubriques de journaux
- Désintox : blog créé en 2008 par Cédric Mathiot[59] puis devenu une rubrique à part entière de Libération[62],[63]. Cette rubrique été rebaptisée CheckNews[64] en 2017, s'élargissant au « journalisme à la demande », et non plus exclusivement à la vérification des faits [65]. Entre 2017 et 2020, Libération a un contrat de « fact-checking » avec Facebook. En 2020, le quotidien facture 239 200 dollars à Facebook dans le cadre de ce contrat. Il justifie la fin de ce contrat par le fait que, « en termes d’indépendance éditoriale, la direction a jugé plus pertinent de miser sur les abonnés numériques et des contenus à valeur ajoutée plutôt que sur un contrat avec une entreprise privée. »[66]
- Les Décodeurs : blog créé en 2009 par Samuel Laurent[67] et devenu, en 2014, une rubrique du Monde[68]
- Les Pinocchios de l’Obs[69], sur le site de L'Obs (depuis 2011).
- Détecteur de mensonge[70], sur le site du Journal du dimanche (depuis 2011).
- Le Scan politique du Figaro[71], sur le site du Figaro (depuis 2013) et plus formellement La vérification[72]
- AFP Factuel, sur le site de l'AFP[73] (depuis 2017).
- Vrai ou fake[74] : rubrique du média public d'information France Info agrégeant des contenus originaux du web, de la télévision et de la radio.
- Les Vérificateurs[75] : afin de lutter contre les infox et la désinformation, les rédactions de TF1 et LCI forment une équipe spécialisée dans le fact-checking : Les Vérificateurs.

#### Blogs et sites Web
- Acrimed (depuis 1996), à l'initiative d'Henri Maler.
- HoaxBuster (depuis 2000) : site communautaire traquant les canulars.
- Les Surligneurs[76] (depuis 2017[77]) : site animé par des chercheurs en droit qui traque les erreurs juridiques dans le discours des politiques ("legal-checking"[78]).
- Fact & Furious [79],[80] (2021-2022) : Site de vérification des faits et d'investigation lancé à l'initiative de trois internautes, dirigé par Antoine Daoust, fermé fin 2022 après des accusations de son épouse sur sa déontologie[40],[41].
- Captain Fact[81] : projet permettant de débattre et de s’entraider afin de vérifier les données au moyen de sources, de votes et de discussions concernant les faits.
- CrossCheck[82], projet de journalisme collaboratif rassemblant plusieurs rédactions régionales, nationales et internationales.

#### Émissions de télévision
- À la loupe[83] : module quotidien de LCI puis Les vérificateurs, équipe commune aux rédactions de TF1, LCI et [TF1 INFO] (toute l’information des rédactions du groupe TF1).
- Arte Desintox : émission dérivée de la rubrique éponyme du quotidien Libération.
- Data Science vs Fake[84] : module proposé par Arte. Une collection coproduite avec Le Blob L’Extra-Média et France TV Éducation. En partenariat avec L’INSERM et le CCSTI - La Turbine Sciences.
- Les Observateurs[85]. Lancée en 2007 sur France 24 par Julien Pain[86], qui l'a animée jusqu'en 2016. Désormais, l'émission est présentée par Alexandre Capron (Info ou Intox[87] est un module de France 24, rubrique de Les Observateurs dédié aux infox et présentée par Alexandre Capron tous les lundis à 9h45).
- Vrai ou fake[88], créée par Julien Pain sur France Info TV et diffusée pour la première fois le 26 février 2019[89]. Une émission hebdomadaire dédiée à la vérification des faits et à la lutte contre la désinformation.
- Arrêt sur images (1995-2007) de France 5, émission créée et animée par Daniel Schneidermann.

#### Émissions de radio
- Le Vrai du faux[90] (depuis 2012), diffusée le matin sur France Info et animée par Antoine Krempf
- Vrai-faux de l'info[91], (depuis 2014), chronique intégrée à la tranche matinale animée par Bruce Toussaint - coordonnée et présentée par Laurent Guimier sur Europe 1. Le concept a été moqué à plusieurs reprises par Nicolas Canteloup dans la Revue de presque[92],[93].

#### Comptes Twitter
Même si la plupart des sites orientés vérification des faits disposent de leur compte Twitter, certains projets ne sont présents que sur cette plate-forme.
- 20 Minutes Fake Off[94] proposé par le journal 20 minutes
- Info ou Intox[95] proposé par Les Observateurs de France 24.

#### Modules en Facebook Live
- L'Instant détox[96], module hebdomadaire en Facebook Live de France Info, présenté par Julien Pain.

#### Prix satirique
- Les Bobards d’or sont une série de prix parodiques, créés en 2010 par un cercle de réflexion identitaire. Le jury est composé de membres de l'extrême droite sur Internet qui s'emploient à dénigrer les médias historiques.
- Le Prix du menteur en politique, créé en 2015 par le politologue Thomas Guénolé. Le jury est composé principalement de journalistes politiques.
- En 2017, Donald Trump annonce la remise d'un Fake News Awards (en) et révèle lui-même la liste des lauréats le 17 janvier 2018[97].

### Royaume-Uni

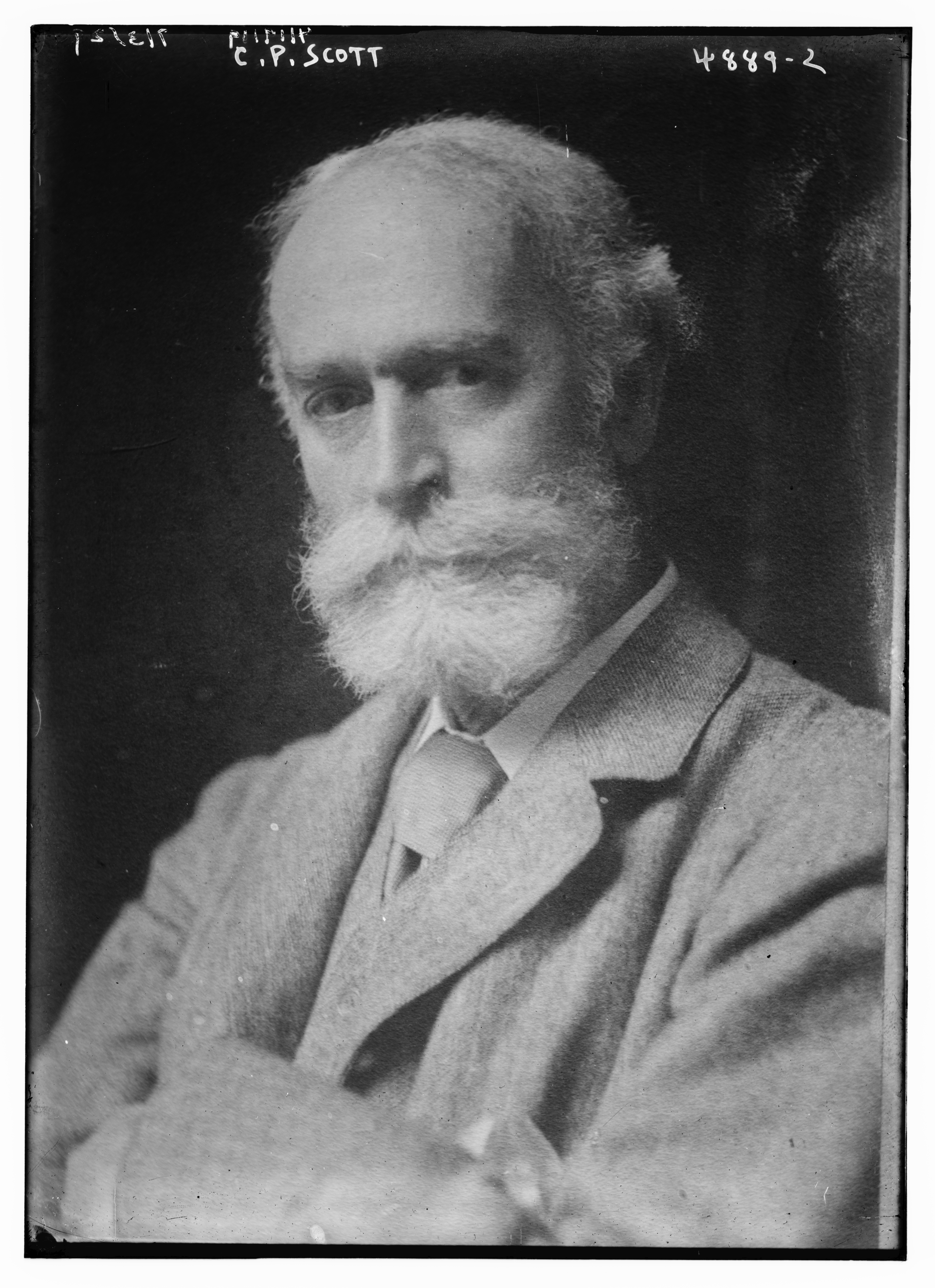
C.P. Scott (1846-1932), un pionnier de la vérification des faits.

En 1929, le journaliste et politicien Charles Prestwich Scott (en) est l'auteur d'une formule qui paraît dans le Manchester Guardian, dont il est le fondateur, et qui sera reprise plus tard par les promoteurs de la vérification des faits : « Comment is free but facts are sacred » (les opinions sont libres, les faits sont sacrés).
L'association Fullfact est créée en 2009, financée par les donations de particuliers et des fondations Joseph Rowntree Charitable Trust (en), Nuffield Foundation et Esmee Fairbairn Foundation. Elle privilégie l'interaction avec le public et l'élargissement de la vérification des faits aux grandes questions économiques et sociales, au-delà du simple débat politique.
En 2012, la chaîne Channel 4 crée le FactCheck blog.
En 2016, les journalistes du Guardian et la BBC ne parviennent pas à contrecarrer les effets de la rumeur propagée par les partisans de la sortie de la Grande-Bretagne de l'Union européenne selon laquelle le pays envoie 350 millions de livres par semaine à l’Union. L'année suivante, la BBC annonce qu'elle va mettre en place une équipe permanente de vérification des faits. James Harding, son directeur, précise qu'elle travaillera en collaboration avec Facebook « afin d'être plus efficace ».

### Ailleurs en Europe
En mars 2019, dix-neuf médias lancent une plate-forme européenne de vérification des faits à l'occasion des élections du Parlement européen.

#### Italie
En 2012, Pagella Politica est le premier site consacré à la vérification des faits.

### Ailleurs dans le monde

#### Québec
En 2012, Radio-Canada se lance dans la vérification des faits en direct, lors du duel opposant les hommes politiques Jean Charest et François Legault. Quelques semaines plus tôt, Radio-Canada a initié une procédure de vérification des faits concernant les chiffres du chômage. En 2016, l'Agence Science-Presse crée le Détecteur de rumeurs, rubrique de vérification des faits consacrée aux nouvelles en science, en santé ou en environnement.

#### Amérique du Sud
En Argentine, le site Chequeado (es) depuis 2010 et, au Brésil, le site Aos Fatos.

#### Afrique du Sud
En 2012, l'université du Witwatersrand lance le site internet Africa Check à usage du public mais surtout des médias, en partenariat avec la Fondation AFP. Animé par des permanents de l'université, c'est le premier site internet en Afrique voué à « la vérification des faits, à la promotion de l'idée de vérification et de rigueur dans le débat public », selon Anton Harber, chef du département journalisme de l'université du Witwatersrand et ancien rédacteur en chef du South African Mail and Guardian. « Je crois profondément qu'Africa Check peut apporter une contribution importante au débat public en encourageant une culture de la précision qui pourra faire réfléchir par deux fois les personnalités qui prennent parfois trop de libertés avec les faits », précise Anton Harber, à Slate Afrique.

#### Russie
Le 24 février 2022, jour de l'invasion de l'Ukraine, un canal WarOnFakes est créé sur Telegram. Se présentant comme apolitique avec un objectif de réfuter les infox liées aux événements se déroulant en Ukraine et dans les territoires du Donbass, sa présence en ligne est renforcée par la création d'un site web multilingue et de comptes très suivis sur différents médias sociaux. Recommandé par le ministère des Affaires étrangères russe, les publications dénotent toutefois un manque de rigueur journalistique, ainsi que des traductions peu soignées. Le canal est désormais catégorisé comme émanant d'un organe de propagande,.